# Margaret Cambridge, Marchioness of Cambridge

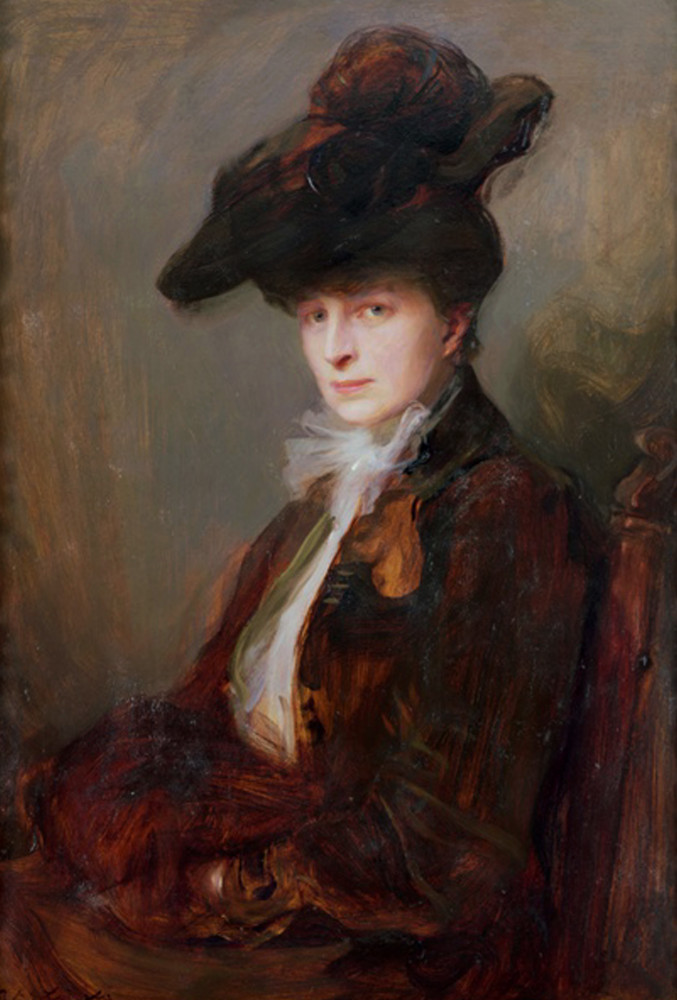
Herzogin Margaret Evelyn von Teck, Porträt von Philip Alexius de László, 1906

Margaret Cambridge, Marchioness of Cambridge (geborene Lady Margaret Evelyn Grosvenor, * 9. April 1873 auf Eaton Hall, Cheshire; † 27. März 1929 in London) war eine britische Adlige. Durch Heirat war sie ein Mitglied der britischen Königsfamilie und letzte Herzogin von Teck im Königreich Württemberg.

## Leben
Margaret Evelyn war die dritte Tochter von acht Kindern von Hugh Lupus Grosvenor, 1. Duke of Westminster (1825–1899) und seiner ersten Ehefrau Lady Constance Gertrude Leveson-Gower (1834–1880), älteste Tochter von George Sutherland-Leveson-Gower, 2. Duke of Sutherland und Lady Harriet Elizabeth Georgiana Howard.

Offizielles Hochzeitsbild: stehend, links nach rechts: Lady Beatrice Butler, Lady Constance Grosvenor und Prinz Adolphus; sitzend, links nach rechts: Lady Mary Grosvenor, Miss Millicent Grosvenor und Lady Margaret Evelyn als Braut; links nach rechts: Lady Helen Grosvenor und Lilah Cavendish

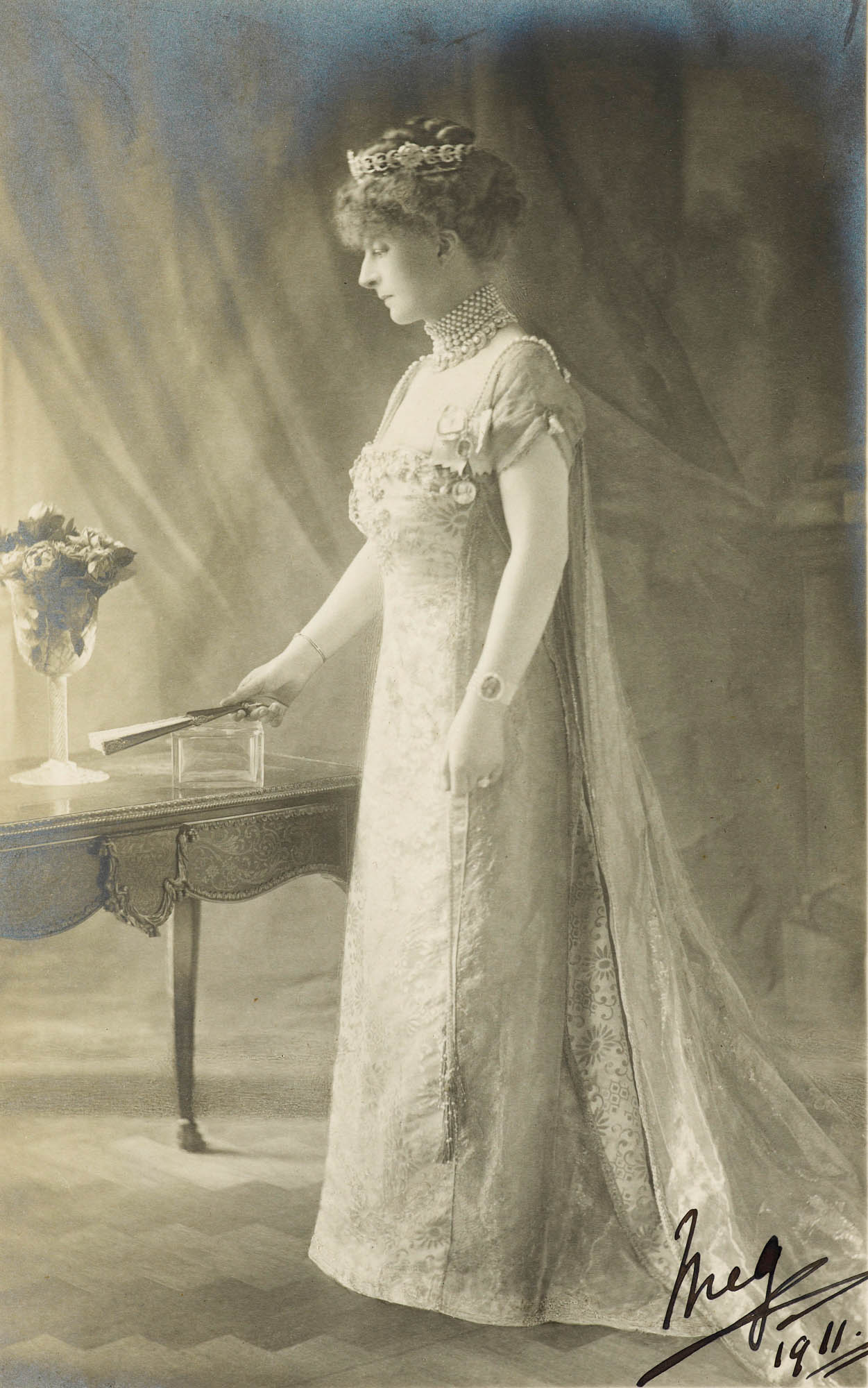
Margaret Evelyn von Teck (1911)

Am 12. Dezember 1894 heiratete Lady Margaret Evelyn auf Eaton Hall, Chester, den deutschstämmigen Prinzen Adolphus von Teck (1868–1927), ältester Sohn des Herzogs Franz von Teck (1837–1900) und seiner Ehefrau Prinzessin Mary Adelaide von Großbritannien, Irland und Hannover (1833–1897), jüngste Tochter des Prinzen Adolphus Frederick, 1. Duke of Cambridge. Aus der Ehe, die allen Berichten zufolge glücklich verlief, gingen vier Kinder hervor:
- George Francis Hugh Cambridge, 2. Marquess of Cambridge (1895–1981), ⚭ 1923 Lady Dorothy Westenra Hastings;
- Lady Victoria Constance Mary Cambridge (1897–1987), ⚭ 1923 Henry Hugh Arthur Somerset, 10. Duke of Beaufort;
- Lady Helena Frances Augusta Cambridge (1899–1969), ⚭ 1919 Colonel John Evelyn Gibbs;
- Lord Frederick Charles Edward Cambridge (1907–1940 gefallen in Belgien).

Während ihrer Ehe engagierte sich Lady Margaret in mehreren karitativen Organisationen; ein großes Anliegen lag in der Schulbildung und im Krankenwesen. Neben den gesellschaftlichen Verpflichtungen gehörte Lady Margaret dem Zirkel von Freunden des Prince of Wales und späteren Königs Georg V. und seiner Ehefrau Prinzessin Maria von Teck, Schwester ihres Ehemannes, an.
1917 wurde aufgrund antideutscher Gefühle, die während des Ersten Weltkriegs in Großbritannien vorherrschten, der Name des britischen Königshauses in Windsor geändert. Der König verzichtete selbst und im Namen aller anderen Mitglieder der Königsfamilie, die britische Staatsbürger waren, auf alle deutschen Titel. Dementsprechend verzichtete Margarets Ehemann, Adolphus, genauso wie sein Bruder am 14. Juli 1917 auf seine deutschen Titel und nahm den Familiennamen Cambridge an (Ableitung von seinem Großvater Adolphus Frederick, 1. Duke of Cambridge). Vom König wurden ihm die Titel Marquess of Cambridge, Earl of Eltham und Viscount Northallerton, allesamt in der Peerage of the United Kingdom, verliehen.
Lady Margaret überlebte ihren Ehemann, der 1927 starb, um zwei Jahre. Sie ist im Royal Burial Ground Frogmore an seiner Seite begraben.

## In ihren verschiedenen Lebensphasen lautete ihr Name
- 1873–1894 Lady Margaret Evelyn Grosvenor
- 1894–1900 Prinzessin Margaret Evelyn von Teck
- 1900–1917 Herzogin Margaret Evelyn von Teck
- 1917 Lady Margaret Evelyn Cambridge
- 1917–1927 Margaret Evelyn Cambridge, Marchioness of Cambridge